# Auvoljärvi
Auvoljärvi är en sjö i Finland. Den ligger i kommunen Eura i landskapet Satakunta, i den sydvästra delen av landet, 180 km nordväst om huvudstaden Helsingfors. Auvoljärvi ligger 50 meter över havet. I omgivningarna runt Auvoljärvi växer i huvudsak barrskog. Arean är 33,1 hektar och strandlinjen är 3,49 kilometer lång. Sjön  ingår i Lapinjokis huvudavrinningsområde. 